# ديجيمون أدفنتشر تراي
ديچيمون أدڤنتشر تراي (بالإنجليزية: Digimon Adventure tri.)‏ (باليابانية: デジモンアドベンチャーtri.، بالروماجي: Dejimon Adobenchā Torai) أو مُغامرة ديجيمون الثالثة هو الإصدار السابع لسلسلة الديجيمون اليابانية من إنتاج استديو توي أنيميشن المعروفة باللغة العربية بأبطال الديجيتال وهي سلسلة أفلام مٌقسمة على ستة فصول وكل فصل يحتوي على حلقات، تم إنتاج هذا الإصدار بمُناسبة الذكرى الخامسة عشر للسلسلة، وهو تكملة للجزأين الأول والثاني حيث تكون أحداثه بعد أحداث الجُزء الثاني بثلاثة أعوام أي بعد أحداث الجُزء الأول بستة أعوام وبالتحديد في عام 2005، وتكون شخصيات هذا الإصدار مُرتكزة على شخصيات الجُزء الأول وهم أبطال الديجيتال الثمانية ومُرافقيهم، ويختلف نمط الرسم في هذا العرض عن الأجزاء السابقة حيث تظهر الشخصيات أقرب إلى الملامح اليابانية وكذلك تتغير السُرعة الحركية بشكلٍ واضح ودقة الرسم تبدو أكثر وضوحاً وحداثة بصيغة ثُلاثي الأبعاد، وأيضاً تقع جميع أحداثه في العالم الحقيقي وخاصةً في مدينتهم أودايبا بعكس الجُزء الأول والثاني الذي كانت جُلّ أحداثهما في العالم الرقميّ. عُرض الفيلم الأول من الأفلام الستة في 21 نوفمبر عام 2015 مُقسمةٌ على أربعةِ حلقات مُنفصلة باسم "Saikai" (再会 لم الشمل) وبلغ أرباحه 59 مليون ين ياباني (480 ألف دولار أمريكي) بعد يومين من عرضه في 10 صالات يابانية. أما الفيلم الثاني فقد عُرض في 16 مارس 2016 وكان قد تكوّن من أربعة حلقات مُنفصلة باسم "Ketsui" (決意 عزم)، وعُرض الفيلم الثالث في 24 سبتمبر من عام 2016 تحت عنوان "Kokuhaku" (告白 اعتراف). وأما الفيلم الرابع يُعرض في 25 فبراير 2017 تحت اسم "Sōshitsu" (損失 خسارة).

## القصة
مضَت ستّ سنوات على المُغامرة الصيفيّة التي عبر فيها تايتشي (أمجد) وبقيّة الأطفال المُختارون إلى العالم الرقمي حينما واجهوا الكثير من المخلوقات الرقميّة ومنهم سادة الظلام، ومضَت ثلاثة سنوات مُنذ اندلاع المعركة بين الأطفال المُختارون مع بيليال فامديمون، وعلى مرّ الأيام الهادئة، أُغلقت البوابة الرقميّة بين العالميّن، وعاش الأولاد حياةً طبيعيّة بعد ذلك.

### الفيلم الأول: لم الشمل
بعد ست سنوات من أحداث أغسطس 1999، تايتشي (أمجد) أصبح في الثانوية العامة في إحدى مدارس مدينة أودايبا اليابانية، وكان في أحد الأيام يستعد لخوض مباراة كُرة القدم مع أصدقائه. في يوم المباراة ظهر كواجامون (المقص) فجأة، وهو أول وحش رقميّ واجهه الأبطال في الجزء الأول، مما أثر على شبكة الإنترنت والأجهزة الإلكترونية في جميع أنحاء أودايبا. بدأ المقص هجومه على تايتشي (أمجد)، مما تسبب في أضرار للمدينة إبان هذا الهجوم. وعندما حُوصر أمجد انطلقت أشعةٌ قادمة من جهاز الديجيتال ويظهر أقومون (رعد) بشكلٍ مُفاجئ وهو مٌرافق تايتشي (أمجد) في الأجزاء السابقة، الذي تطوّر إلى قريمون (صنديد) لمواجهة كواجامون (المقص). وأثناء القتال فُتح ممر غريب سحب الوحشيّن إلى مطار هانيدا، ذهب تايتشي (أمجد) إلى ذلك المكان برفقة أستاذه دايجو نيشيجيما. وبعد وقتٍ قصير وصلوا إلى المطار ليجد أيضاً بقيّة الأولاد باستثناء جو (زيّن)، وبعد ظهور الأبطال ومٌرافقيهم ظهر وحشان آخريّن وهم نُسخة أصليّة من كواجامون (المقص)، استطاعوا الأولاد هزيمة اثنين منهم فيما اختفى الثالث في ظرف غريب.
تناقشوا الأبطال عن الأحداث الغريبة التي أدت إلى ظهور هذه الوحوش، والتي يُعتقد أن سببها تشوهات في الفضاء، تايتشي (أمجد) وياماتو (يامن) قاموا بزيارة الأستاذ نيشيجيما الذي يكشف عن نفسه ليكون وكيلاً لمنظمة رصد نشاط الوحوش الرقميّة. تبدا مخاوف تايتشي (أمجد) من أن الناس يمكن أن تُصاب بأذى نتيجة لأفعاله ومعاركه لكونه أحد أبطال الديجيتال. في اليوم التالي يظهر وحشٌ رقميّ أسود غامض يدعى آلفمون، وعلى ما يبدو أنه يستهدف مٌرافق رقميّ لفتاة تُدعى مييكو موتشيزوكي، وهي الفتاة التي نُقلت مؤخراً إلى فصل تايتشي (أمجد) في الثانوية العامة. قاتل الأولاد آلفمون ولكن عجزوا عن التصدي له، تايتشي (أمجد) وياماتو (يامن) اتحدا مع بعضهما ليستدعيا أوميقامون (وهو مقاتل رقميّ يتشكل نتيجة اتحاد وارقريمون وميتالقارورومون (جلمود وسمهر) من المُستوى الخامس (الأقصى) ظهر في الفيلم الثاني من أفلام الديجيمون التسعة "مغامرة الديجيمون: لعبتنا الحربية")، واستطاع أوميقامون من إجبار آلفامون على الانسحاب والهروب بعد قتالٍ عنيف. بعد ذلك، مييكو كشفت للأولاد بأنها هي أيضاً أحد أبطال الديجيتال، وأن آلفامون كان يستهدف مٌرافقها الرقميّ مييكومون، وانضمت للفريق لتكون تاسع أبطال الديجيتال بعد ستة أعوام من بداية مُغامرتهم.

### الفيلم الثاني: العزم
بينما يقضي جو (زين) وقته في المنزل للدراسة، كان بقيّة الأولاد ذاهبين إلى الحمامات الساخنّة رفقة عملاء منظمة رصد الوحش الرقميّة نيشيجيما وهيميكاوا، بعد هذه الرحلة، ظهر فجأة أورغيمون (الغول) قادماً من العالم الرقميّ من خلال تشوّه فضائي، كان بحالة غير طبيعيّة وقد تغيّرت صفاته وأصبح عدوانياً وهائجاً ليبدو الأمر جلياً بأن هُناك خللٌ أصابه، حيث أن أورغيمون كان قد تخلى عن صفاته السيئة التي كانت في حقبة ديفيمون (الخفاش) في ذلك الوقت بعد أن تركه الأولاد في العالم الرقميّ في 1999، في هذه الأثناء ظهر ليومون (ليث) وقام بإعادته إلى العالم الرقميّ، وفي وقتٍ لاحق، كانت ميمي (مي) تستعد لتصميم أزياء خاصة لفتيات المقهى في العرض الخاص لمهرجان المدرسة رفقة مييكو، وفجأة ظهر أورغيمون مرةً أخرى، اضطرت ميمي إلى التصدي له، وقامت بمُساعدة الجهاز الرقمي من تطور مُرافقتها إلى توقيمون (صبارة)، وتمكنّت بواسطة عاصفة الأشواك وبمُساعدة ليومون الذي عاد مرةً أخرى من إرجاع أورغيمون إلى العالم الرقميّ، لكن أحد الأشواك أصابت عن طريق الخطأ طائرة هليكوبتر كانت قريبة من موقع الحدث، بعد ذلك شرح ليومون ما حدث معه ومع أورغيمون، وأن أورغيمون أصيب بعوامل غريبة جعلته شرساً وهائجاً، ويظن بأن هناك مصدراً مجهول تسبب بذلك، وفيما بعد، تتعرض ميمي إلى انتقاد من زميلاتها بسبب تصميم الملابس الذي أعدته لمهرجان المدرسة، ووصفوها بالأنانيّة، هذا الأمر أحدث شيئاً في قلبها، وعندما صادفت جو عند النهر، قامت بالاعتراف له عما حدث معها، وأن الجميع يصفها بالأنانيّة، هُنا كان جو يُعاني هو الآخر من مشاكل مُشابهة، حيث كان يمر بحالة إحباط ويأس جعلته مُنعزلاً عن الآخرين حتى مع مُرافقه، وأخبرها بأنه يرى نفسه جباناً، خاصةً أن هذه الصفة لا تتناسب مع مرحلة البلوغ التي يمر بها، حينها هرب غومامون (بحر) من منزل جو بسبب أنه لا يحتاجه للقتال حيث أصبحت تصرفاته انطوائية وباردة، وترك له رسالة، وفي يوم المهرجان كان ميكومون مُرافق مييكو قد تعرّض للاختطاف من قبل شخصٍ غريب، يتبين أن هذا الشخص هو كين (يزن) الذي عاد إلى شخصية الإمبراطور الشرير بشكلٍ غريب، حيث كان كين سابقاً إمبراطور يستعبد المخلوقات الرقميّة ثم أصبح من ضِمن أبطال الديجيتال في عام 2002، بعد ذلك، قام كين بخطف مييكو والذهاب به إلى فجوة أحد التشوّهات في نطاق خارجي، يحاول بعد ذلك ليومون (ليث) إضافةً إلى غومامون (بحر) وبالمون (زهرة) من اللحاق به، وتمكنوا من دخول الفجوة، ويتفاجئون بأن كين قد قام بخطف ميكومون والاستعانة بإمبيريدرامون للقضاء عليهم، يتعرض ليومون إلى تشوّهات جُزئية تؤثر في سلوكه، فيما كان الأولاد جميعاً باستثناء جو يُراقبون الحدث من خلال شاشة جهاز كوشيرو (شادي)، تطوّرت بالمون إلى المُستوى البالغين بمُساعدة ميمي فيما كان قومامون عاجزاً عن التطوّر بسبب غياب جو، في هذه الأثناء ذهبت هيكاري (هند) بسرعة إلى جو وشجعته على اتخاذ قراره والعودة للقتال، وبالفعل عاد جو وتمكّن فجأة من مُساعدة مُرافقه إلى التطوّر إلى المُستوى الأقصى وهو ما حدث لأول مرة في السلسلة ليظهر فيكيمون، وقامت ميمي بفعل ذات الشيء مع بالمون (زهرة) وتمكنّت من مُساعدتها إلى التطوّر إلى المُستوى الأقصى وتظهر روزمون (فراشة) الذين نجحوا في القضاء عليه واستعادة ميكومون وتحرير ليومون من التشوّه الذي حدث، فيما اختفى الإمبراطور كين بظرفٍ غريب، وبعد أن هدأت الأمور، قام ميكومون بشكلٍ غريب ومُفاجئ من التطوّر والقضاء على ليومون والهرب إلى العالم الرقمي وسط دهشة الجميع ودهشة شريكها مييكو.

### الفيلم الثالث: الاعتراف
أثناء قلق مييكو على مُرافقها مييكمون الذي تحوّل إلى وحشٍ كاسر؛ يُحاول كوشيرو جاهداً إيجاد حلٍ للأزمة التي حلّت عليهم. ثم يكتشف عطلٍ يُصيب أجهزة البيانات جرّاء الأحداث الأخيرة. وفي وقتٍ لاحق، يكتشف تاكيرو شيئاً غريباً في مُرافقه باتامون، وكأنه أصيب بالعدوى ذاتها التي أُصيب بها مييكومون، إذ تحوّل لفترة قصيرة إلى وحشٍ عنيف وقام بعض تاكيرو قبل أن يعود إلى طبيعته. أدرك تاكيرو حينها بأنه مُصاب بهذه العدوى وحاول جاهداً أن يقوم بعزله عن الآخرين. بعد ذلك، ظهرت رسالةٌ غريبة في جميع أنحاء الأجهزة والمحطات الكهربائية أثناء انقطاع التيار الكهربائي مفاد تلك الرسالة بأن المخلوقات الرقميّة ستعاود الظهور مرةً أخرى، مما تسبب في ربكة وقلق بين جميع أفراد سكان المدينة. وفي اليوم التالي، أخبر باتامون بقيّة المرافقين عن إصايته بالعدوى، ليظهر رسولٌ غامض مُتلبساً بجسد هيكاري يُخبرهم بأمور قد تفيدهم عن الأحداث التي حصلت. من ضمن ذلك أن التوازن يحتاج إلى «إعادة تشغيل» من أجل إعادة العالم الرقمي على ما كان عليّه وبالتالي إنقاذ العالم الآخر وهذا الأمر قد يتسبب بخسارة الذكريات لهم مع شُركائهم. بعد ذلك يظهر مييكومون في طوكيو بيغ سايت، مما دفع بقيّة المُرافقين إلى قتاله لمنعه من الدخول إلى العالم الحقيقي؛ بما في ذلك باتامون المُصاب بالعدوى رغم مُحاولات تاكيرو بمنعه. لكن العدوى تفشّت وانتقلت من وحش إلى آخر ليُصاب به أغلب المُرافقين. باستثناء تينتيمون الذي دخل مُؤخراً في المعركة وناضل من أجل منعهم جميعاً من الدخول إلى العالم الحقيقي. وبفضل ذلك، استطاع التطوّر إلى المُستوى الأقصى. واستطاع بمنع مييكومون من التسلل إلى إعادة العالم الرقمي وإزالة العدوى من البقيّة، ويقوم الجميع بإعادة مييكومون بما فيهم المُرافقين أنفسهم وتُغلق البوابة في العمليّة التي تُسمى بـ «إعادة التشغيل». بعد أسبوع من هذه الحادثة، يقرر الأولاد الذهاب إلى العالم الرقميّ والمخاطرة من أجل رفقائهم، وقاموا بمخاطبة منظمة رصد الوحوش الرقميّة بهذه الفكرة. رغم مُعارضتهم في البداية إلا أنهم، وبالفعل قاموا بفضل جهاز الـ 3 دي وقوة القمم والأجهزة من الذهاب إلى العالم الرقمي، باستثناء مييكو التي لم تذهب لإحساسها بالذنب. وهُناك شاهد الأولاد وحشان رقميّان يتقاتلان هُما ألفآمون ووحش جديد يُدعى جيسمون. وبعد لحظات، قاموا بالهرب من مكان المعركة، وسمعوا صوت صافرة، ذهبوا إلى مصدر ذلك الصوت ووجدوا مُرافقيهم هُناك وكانوا ضمن مُستوى الرُضّع (المستوى الأول)، لكن المُرافقين لم يتذكروا شُركائهم بسبب عملية إعادة التشغيل.

## الشخصيات
| الاسم  | الاسم المعروف بالعربية | التعريف | الصورة |
| ------ | ---------------------- | --- | ------ |
| تايتشي | أمجد                   | هُو فتى في الصف الثاني في الثانوية العامة يبلغ من العمر سبعة عشر عاماً وهو الشخصية الرئيسية في المُسلسل، كما أنه الشقيق الأكبر لهيكاري (هند)، تايتشي يلعب في نادي كرة قدم في أحد الفِرق، وكان تايتشي قائداً للمجموعة في مُغامرتهم الأولى قبل ستة سنوات في عام 1999. لم تتغير شخصيّة تايتشي عن شخصيّته السابقة، فهو ما زال جريئاً وشجاعاً ولديه شخصيّة القائد، ولا زال يتشاجر مع ياماتو (يامن) لكنه أصبح أكثر قلقاً من السابق وأكثر جديّة في تعامله مع المواضيع المختلفة. |        |
| ياماتو | يامن                   | هو فتى في الصف الثاني الثانوي يبلغُ من العمر سبعة عشرَ عاماً، وهو الشقيق الأكبر لتاكيرو أحد أبطال الديجيتال الثمانية، تعرض والديّه سابقاً للطلاق، يُعَد يامن أكثر الأولاد جديّةً وعصبيّة؛ فهو سريع الغضب وهادئٌ كثيراً وبارد الأعصاب، مُنعزل ويحب الجلوس بمُفرده في كثير من الأوقات ويهوى العزف والموسيقى، وهو شخصٌ وُقائي جداً وطيب القلب وكثيراً ما تتناقض آرائه مع تايتشي وبسبب ذلك فإنه كثير الشجار معه.                                                                  |        |
| سورا   | سمر                    | هي فتاةٌ في الصف الثاني الثانوي وتبلغُ من العمر سبعة عشر عاماً، سورا فتاةٌ عاطفية ولطيفة ومُحبّة للجميع، تعيش دائماً دور الأم، حيث تعتني بالآخرين وتفك النزاعات بين الآخرين خصوصاً بين تايتشي (أمجد) وياماتو (يامن)، في هذا الإصدار تكون سورا أكثر جائبيةً وأنثويّة وتميل إلى الاهتمام بمظهرها كسائر الفتيات. |        |
| كوشيرو | شادي                   | هو طالب في السنة الأولى من الثانوية العامة، يبلغ من العمر ستة عشر عاماً، كوشيرو لديه خبرة في عوالم التقنيّة والمعلومات والبرمجة، ولديه حواسيب خاصة، ولديه ثقافة وخلفية علميّة أكبر بكثير ممن هو في مثل سنه، تُوفي والديّه عندما كان رضيعاً في حادث سير، وتبناه زوجيّن آخرين. |        |
| ميمي   | ميّ                     | هي طالبة في السنة الأولى من الثانوية العامة، تبلغ من العمر ستة عشر عاماً، وهي فتاة مرحة، تكون أحياناً شخصيةً أنانيّة، لكنها في الواقع مُحبة للجميع، عادةً ما تُظهر حياة الرفاهية في مظهرها الخارجي وذلك يعود بسبب البيئة التي تعيشها في منزلها مع والديّها، كانت تعيش في أمريكا لفترة ثم عادت إلى اليابان. |        |
| جو     | زيّن                    | هو طالب في السنة الثالثة من الثانوية العامة، يبلغ من العمر ثمانية عشر عاماً ويُعتبر أكبر الأولاد سناً، مُجد في دراسته ويطمح للوصول إلى كليّة الطب في إحدى جامعات طوكيو، بخلاف السابق، تُصبح شخصيته أكثر استقراراً وهدوءً وإن كان يحمل شيئاً من الخوف والقلق في قلبه. |        |
| تاكيرو | وسيم                   | هو طالب في في المرحلة الإعدادية في أودايبا، يبلغ من العمر أربعة عشر عاماً ويُعتبر أصغر الأولاد سناً، شقيقه الأكبر هو ياماتو (يامن)، عاش فترةً خارج مدينة أودايبا بسبب طلاق والديّه، ولديه علاقة متينة مع شقيقه، وله شخصية جريئة وشجاعة، وله قلب طيّب. |        |
| هيكاري | هند                    | هي طالبة في المرحلة الإعدادية في أودايبا، وهي طالبة في المرحلة الإعدادية، شقيقها الأكبر هو تايتشي (أمجد)، تُحب شقيقها وتخاف عليه، ولديها شخصيّة هادئة ولطيفة، كما أنها فتاةٌ رقيقة للغايّة، تُحب الاعتناء بالحيوانات وتُحب أكل الحلويات. |        |
| مييكو  | لا يوجد                | اسمها الكامل هو مييكو موتشيزوكي، وهي أحد أبطال الديجيتال الجُدد، وهي طالبة في الصف الثاني الثانوي، تنتقل إلى الفصل الدراسي لتايتشي (أمجد) ثم يُكتشف فيما بعد أنها أحد أبطال الديجيتال، وأنها تملك الجهاز الرقمي. |        |

## طاقم التمثيل

### أبطال الديجيتال ومُرافقيهم
- الاسم الذي بين الأقواس يدل على اسم الشخصية المعروف في الوطن العربي.

| الشخصية         | أداء الصوت بالنسخة اليابانية |
| --------------- | ---------------------------- |
| تايتشي (أمجد)   | ناتسكي هاناي                 |
| ياماتو (يامن)   | يوشيماسا هوسويا              |
| كوشيرو (شادي)   | موتسومي تامورا               |
| سورا (سمر)      | سوزوكو ميموري                |
| ميمي (مي)       | هيتومي يوشيدا                |
| جو (زين)        | جونيا إكيدا                  |
| تاكيرو (وسيم)   | جونيا إنوكي                  |
| هيكاري (هند)    | ماو إيتشيميتشي               |
| مييكو موتشيزوكي | ميهو أراكاوا                 |
| أقومون (رعد)    | شيكا ساكاموتو                |
| قابومون (كاسر)  | مايومي ياماغتشي              |
| تينتومون (هادر) | تاكاهيرو ساكوراي             |
| بيومن (هديل)    | كاتوري شيقيماتسو             |
| بالمون (زهرة)   | كينوكو يامادا                |
| قومامون (بحر)   | جونكو تاكيوتشي               |
| باتامون (صدى)   | ميوا ماتسوموتو               |
| تايلمون (خرموش) | يوكا توكيميتسو               |
| مييكومون        | يوكيكو موريشيتا              |

### آخرون
| الشخصية        | أداء الصوت بالنسخة اليابانية |
| -------------- | ---------------------------- |
| ماكي هيميكاوا  | يوكو كايدا                   |
| دايجو نيشيجيما | دايسكي ناميكاوا              |
| الراوي         | هيرواكي هيراتا               |